# Le Collier de perles
Le Collier de perles est un film muet français réalisé par Louis Feuillade et sorti en 1915.

## Fiche technique
- Réalisation et scénario : Louis Feuillade
- Société de production :  Société des Etablissements L. Gaumont
- Pays de production : France
- Format : Noir et blanc - Muet
- Métrage : 600 m
- Genre : Court métrage
- Date de sortie : 
  - France : 1915

## Distribution
- Édouard Mathé
- Claude Mérelle
- Marthe Vinot
- Suzanne Le Bret
- Marcel Lévesque
- Musidora
- Jean Jacquinet